# 藤田弘子
藤田 弘子（ふじた ひろこ、1930年 - 2023年）は、日本の小児科医。ダウン症の研究で知られる。元・大阪市立大学生活科学部教授。兵庫県の兵庫県立塚口病院で長期にわたり、自ら考案したダウン症の赤ちゃん体操の指導を担当した。日本ダウン症療育研究会の前身であるダウン症療育研究会を立ち上げ、ダウン症の赤ちゃん体操の指導者の研修制度を始めた。

## 略歴
1930年大阪で生まれる。1953年大阪府立女子大学文学部社会福祉学科卒業。1959年大阪市立大学医学部卒業。1962年京都大学医学部小児科医局を経て、同年10月より大阪市立大学生活科学部児童学科勤務。1994年3月同学部人間福祉学科教授退職。
1969年医学博士（大阪大学）。
1970年から兵庫県立塚口病院小児科染色体外来を担当。1975年から「ダウン症児の赤ちゃん体操教室」を併任する。
1994年から（株）三菱化学BLC顧問（遺伝関係）。
「ダウン症児の赤ちゃん体操教室」について、
ダウン症児に共通する特異姿勢、異常動作に早期介入し、運動学習による発達支援法を考案し、「ダウン症児の赤ちゃん体操」と名付けた。体操の指導を行う赤ちゃん体操指導員を日本ダウン症療育研究会が養成し認定する制度を創設した。
2023年7月27日逝去。

## 著書
- 藤田弘子編著「ダウン症児の育児学」1989年 同朋舎
- ユニス・マックルーグ 著 ; 藤田弘子, 川島ひろ子 訳「自立するダウン症児たち : 0才から結婚・出産までの生活指導マニュアル」1991年　メディカ出版
- 「連―藤田弘子教授退職記念」1994年
- 藤田弘子編著「ダウン症児の赤ちゃん体操―親子で楽しむふれあいケア」2000年 メディカ出版
- 藤田弘子・大橋博文編著「ダウン症児すこやかノート : 成長発達の手引きと記録 : 周産期 乳幼児期 学齢期 青年期」2006年 メディカ出版
- 藤田弘子編著「兵庫県立塚口病院が育むダウン症児の赤ちゃん体操教室40年の歩み : 1970～2009」2010年 兵庫県立塚口病院